# Ernestine Rose
Ernestine Louise Rose, född Potowska 13 januari 1810 i Piotrków Trybunalski, död 4 augusti 1892 i Brighton, var en polsk-amerikansk aktivist.
Rose, som var dotter till en en polsk rabbin, lyckades vid 16 års ålder att i en polsk domstol att ogiltigförklara det tvångsäktenskap som fadern arrangerat åt henne och att återfå sitt arv från sin mor. År 1829 flyttade hon till Storbritannien, där hon blev lärjunge till Robert Owen. År 1836 flyttade hon, tillsammans med sin make William Rose, även han anhängare till Owen, till USA. Tack vare ekonomiskt stöd från maken kunde hon helt ägna sig åt antislaveri-, nykterhets-, fritänkar- och kvinnorörelserna. Redan innan den organiserade kvinnorörelsen uppstått hade hon hållit föreläsningar om kvinnors rättigheter i många amerikanska städer och hon fick stort inflytande på National Woman's Rights Convention under de första åren. År 1836 framställde hon den första petitionen om gift kvinnas äganderätt till den lagstiftande församlingen i delstaten New York och fortsatte att petitionera i frågan tills en lag om dylik slutligen antogs 1848.